# Čerenkovův detektor
Čerenkovův detektor je detektor částic, který využívá Čerenkovovo záření vznikající při průchodu částice látkou rychlostí vyšší než je rychlost světla v dané látce. Protože toto záření vytváří charakteristický kužel, lze z jeho vrcholového úhlu {\displaystyle \theta _{c}} odvodit rychlost částice:
{\displaystyle \cos \theta _{c}={\frac {c}{nv}}},
kde {\displaystyle c} je rychlost světla a {\displaystyle n} index lomu v dané látce.
Pokud se z jiného jevu odvodí hybnost takové částice, například z poloměru pohybu částice v magnetickém poli, lze určit i hmotnost sledované částice, což umožňuje její identifikaci.
Tento typ detektoru nese jméno Pavla Alexejeviče Čerenkova, který spoluobjevil Čerenkovovo záření.